# フロント・ロット
フロント・ロット (Front lot) は、ディズニーパークにあるハリウッド映画スタジオのエントランスを再現したテーマエリアである。

## 存在するパーク
- ウォルト・ディズニー・スタジオ・パーク（ディズニーランド・パリ）

## 概要
パーク全体のエントランスでもあり、世界のディズニーランド・パークにおけるメインストリートUSA（東京ディズニーランドではワールドバザール、上海ディズニーランドではミッキー・アベニュー）、東京ディズニーシーではメディテレーニアンハーバーのような役割を果たしている。
また、ディズニーランド・パークには無いウォルト・ディズニーとミッキーマウスが手を繋ぎ合う「パートナーズ」も設置している。

## アトラクション

### ディズニー・スタジオ1
| フロント・ロット | フロント・ロット | フロント・ロット | フロント・ロット |
| ---------------- | ---------------- | ---------------- | ---------------- |
| オープン日       |                  |                  |                  |
| スポンサー       | スポンサー       | なし             | なし             |
| 利用制限         |                  | なし             | なし             |
| シングルライダー | シングルライダー |                  | 対象外           |

ディズニー・スタジオ1 (Disney Studio 1) は、ハリウッド映画の撮影・制作スタジオを再現したアトラクション。ウォルト・ディズニー自身が所有していたカリフォルニア州バーバンクのウォルト・ディズニー・スタジオ（企業）を模して作られている。アトラクションといっても、スタジオ型のセットの中を自由に歩きまわれるというもので、その他はレストランやディズニーキャラクターを扱うディズニー・ショップとなっている。